# Duivel (verhaal)
Duivel (Russisch: Дьявол) is een verhaal van de Russische schrijver Lev Tolstoj geschreven in 1889, waarvan eveneens een alternatief einde bestaat.
De novelle gaat, net als de De Kreutzersonate, over de moeilijkheid van monogamie binnen het huwelijk en de gevolgen van seksuele gevoelens. Tolstoj was ontevreden over het verhaal en heeft het dan ook verborgen gehouden. De novelle is postuum uitgegeven.

## Synopsis
Het verhaal begint met Jevgeni Irtenjev en zijn broer Andrej Irtenjev. Zij hebben aanspraak op een omvangrijke erfenis uit de nalatenschap van hun vader, maar zouden dan tegelijkertijd worden opgezadeld met omvangrijke schulden. Jevgeni besluit de erfenis te aanvaarden en zijn broer uit te kopen, aangezien hij vermoedt grote delen land te kunnen onderhouden en verkopen. Aangekomen op het geërfde landgoed, ontmoet Jevgeni enkele bewoners. Hij begint ontmoetingen te onderhouden met een jonge boerin genaamd Stepanida, wier echtgenoot ver weg in de stad woont. Voor elke ontmoeting betaalt Jevgeni Stepanida. Jevgeni wordt uiteindelijk, tot onvrede van zijn moeder, verliefd op Liza Annenskaja. Hij besluit zijn verbond met Stepanida op te zeggen en trouwt vervolgens met Liza Annenskaja. Na ruim een jaar huwelijk kruisen de wegen van Jevgeni en Stepanida toevalligerwijs, wanneer Liza, onwetend van de vroegere relatie, Stepanida aanneemt om op het landgoed te werken. Jevgeni is wederom vervuld van onoverkomelijk sterke gevoelens voor Stepanida. 
Wanneer Jevgeni enige tijd later Stepanida op een dorpsfeest ziet dansen en hun blikken elkaar ontmoeten, worden zijn vroegere begeertes wederom opgewekt. Door begeerte gekweld overweegt hij zijn vroegere ontmoetingen met Stepanida te hervatten. Dit zou echter een schandaal veroorzaken, zodat Jevgeni hiertegen besluit. Door zijn kwelling omschrijft hij haar als de duivel. Hij besluit dat hij ofwel Stepanida moet doden, ofwel Liza moet doden. Uiteindelijk bedenkt hij een derde mogelijkheid: als hij zichzelf doodt, hoeft hij geen van tweeën te doden. In zijn werkkamer zet hij een revolver tegen zijn slaap en haalt de trekker over. Er wordt een gerechtelijk onderzoek ingesteld, maar niemand kan achterhalen waarom Jevgeni zelfmoord heeft gepleegd.

### Alternatief einde
In het alternatieve einde van het verhaal blijkt Jevgeni, op het moment dat hij de revolver al heeft gepakt, zich toch te kunnen beheersen. Hij besluit een wandeling te maken. Op dat moment ontmoet hij Stepanida in de graanschuur van het landgoed. Jevgeni voelt dat Stepanida hem in zijn macht heeft. Hij denkt: "Kan ik me dan echt niet beheersen? (...) Er is een duivel. En dat is zij. Zij heeft bezit van me genomen. En ik wil het niet, ik wil het niet. Het is de duivel, de duivel." Direct na deze gedachte schiet Jevgeni haar drie keer in de rug. Omstanders raken in paniek. Jevgeni sluit zich op in zijn werkkamer. De volgende ochtend wordt Jevgeni opgepakt en bij wijze van juryrechtspraak ontoerekeningsvatbaar verklaard. In de gevangenis zet hij het op een drinken, wat tot alcoholisme leidt. Zijn omgeving heeft het gebeuren nooit begrepen.